# Suzi Quatro
Suzi Quatro   (Detroit, 3 de juny de 1950) Susan Kay "Suzi" Quatro és una cantautora, baixista i actriu nord-americana-britànica, la primera dona baixista que es va convertir en una estrella de rock important, la qual cosa va trencar una barrera perquè les dones participessin en el rock.

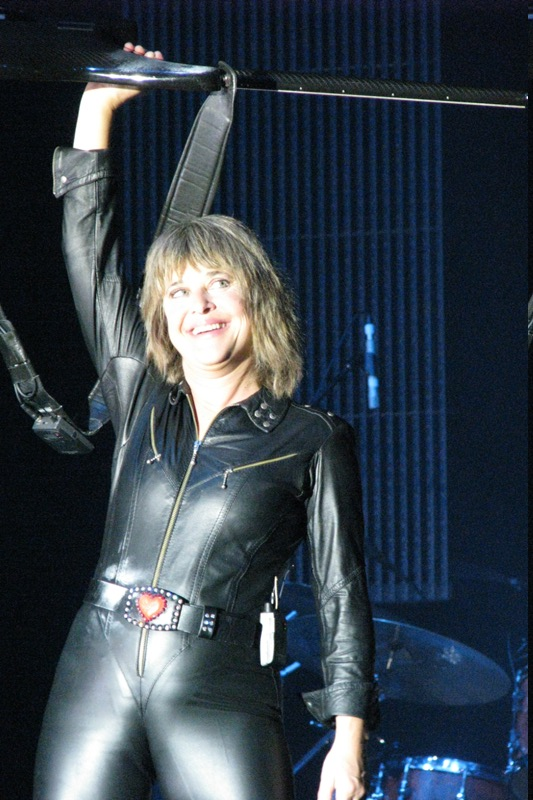
Suzi Quatro al AIS Arena (2007)

A la dècada de 1970, Quatro va tenir un seguit d'èxits que la van fer més famosa a Europa i Austràlia que a la seva terra natal. No obstant això, després d'un paper recurrent com la baixista "Leather Tuscadero" en la popular sèrie nord-americana Happy Days el 1977 i el seu duo «Stumblin' In» amb Chris Norman, que va aconseguir el número 4 als Estats Units el 1979, es va fer famosa per al gran públic nord-americà.
Entre 1973 i 1980, Quatro va rebre sis Bravo Otto. El 2010, va ser votada al Saló de la Fama del Rock de Míchigan. Ha venut més de 50 milions de discos. Continua tocant en viu a tot el món, publicant àlbums -el seu més recent d'estudi es va llançar el 2021-, i presentant programes de ràdio.

## Biografia
Suzy Quatro és la segona de quatre germans. Va néixer i es va criar en un dels barris de Detroit, Míchigan, Grosse Pointe. El seu pare, Arthur Quatro, era d'ascendència italiana, i la seva mare era hongaresa. El seu pare va fundar un grup anomenat Trio Art Quatro, on Suzi faria el seu debut als 8 anys. Amb una venerable tradició musical de família, Suzi va estudiar piano, tot i que després es va inclinar pel so del rock'n'roll. Va començar la seva carrera amb els grups Pleasure Seekers i Cradle, al costat de les seves germanes Patti, Nancy i Arlene. L'any 1971 es va mudar al Regne Unit després d'haver estat descoberta pel productor Mickie Most, qui ja era conegut pel seu treball amb el grup Sweet.

### Carrera
El seu primer senzill, anomenat "Rolling Stone", només va triomfar a Portugal, on va arribar a ser el número u en vendes. Mickie Most va posar en contacte llavors Quatro amb l'equip creatiu de Nicky Chinn i Mike Chapman, i així el seu segon senzill "Can the Can", de 1973, va ser un número u a nivell europeu i a Austràlia. A continuació van arribar tres èxits addicionals: "48 Crash", "Daytona Demon" i "Devil Gate Drive", tots amb RAK Records. Els seus primers dos àlbums també van tenir èxit a Europa i a Austràlia.
L'èxit, però, li era esquiu als seus Estats Units natals, malgrat les seves gires com a telonera d'Alice Cooper i, excepte a Austràlia, la seva popularitat va entrar en declivi a partir de 1975. Es va convertir per aquesta època en musa i inspiració de Rick Derringer, qui va dissenyar la seva aparença andrógina com una imitació de l'estil de Quatro.
El 1978 aconsegueix arribar al top 10 de les llistes a Regne Unit i Austràlia amb "If You Can't Give Me Love", sense cap ressò als Estats Units, però en unir forces l'any 1979 amb Chris Norman, de la banda Smokie, amb la cançó "Stumblin' In", va aconseguir el lloc 4 en aquest país. El seu període de glòria va ser molt breu, i el seu últim èxit va ser "Rock Hard" de 1981.
En 1985, Quatro va col·laborar amb Bronski Beat i amb membres de The Kinks, Eddie & The Hot Rods i Dr. Feelgood en una versió del clàssic de David Bowie Heroes, produïda per Mark Cunningham i llançada en 1986 com a senzill del programa de la BBC Children In Need.
Quatro es va casar amb el seu guitarrista Len Tuckey el 1976, van tenir dos fills (Laura, l'any 1982, i Richard Leonard, el 1984) i es van divorciar el 1992. Posteriorment, al 1993 es va casar amb el promotor de concerts Rainer Haas.
És coneguda als Estats Units com a Leather Tuscadero, pel programa de televisió Happy Days. El productor del programa, Garry Marshall, suposadament li va oferir el paper simplement per haver vist la seva foto en un cartell de l'habitació de la seva filla. Quatro també va actuar el 1986 en la producció londinenca del musical Annie Get Your Gun.
al 2006, Quatro va fer la veu de Rio a la pel·lícula de Bob el Manetes "Built To Be Wild". Al febrer d'aquest mateix any va llançar un CD anomenat Back To The Drive, produït per Andy Scott.
Actualment viu entre Anglaterra i Alemanya i presenta setmanalment un programa en BBC Radio 2. Suzi va ser concursant del reality xou Trust Em - I'm A Beauty Therapist, del canal 5 britànic a l'octubre del 2006, i al març del 2007 va aparèixer al programa Podge and Rodge, de la televisió irlandesa.

## Discografia

### Senzills
- 1973 "Rolling Stone"/"Brain Confusion"
- 1973 "Can the Can"/"Ain't Ya Somethin' Honey" UK #1
- 1973 "48 Crash"/"Little Bitch Blue" UK #3
- 1973 "Daytona Demon"/"Roman Fingers" UK #14
- 1974 "Devil Gate Drive"/"In the Morning" UK #1
- 1974 "The Wild One"/"Shake My Sugar" UK #7
- 1974 "Too Big"/"I Wanna Be Free" UK #14
- 1975 "Your Mama Won't Like Me"/"Peter, Peter" UK #31
- 1975 "I Bit Off More Than I Could Chew"/"Xarxa Hot Rosie"
- 1975 "I May Be Too Young"/"Don't Mess Around"
- 1976 "(Come Up and See Me) Make Me Smile"
- 1977 "Roxy Roller"/"It'll Grow On You"
- 1977 "Tear Em Apart"/"Close Enough To Rock'n'Roll" UK #27
- 1978 "If You Can't Give Me Love"/"Cream Dream" UK #4
- 1979 "She's In Love With You"/"Space Cadets" UK #11
- 1979 "Stumblin' In"/"A Stranger To Paradise" UK #4
- 1979 "The Race Is On"
- 1980 "Mama's Boy"/"Mind Demons" UK #34
- 1980 "I've Never Been In Love"/"Starlight Lady"
- 1980 "Rock Hard"/"State Of Mind"
- 1989 "Baby You're A Star"/"Baby You're A Star (Instrumental)"

### Àlbums
- 1973 Suzi Quatro (Can the Can a Austràlia)
- 1974 Quatro
- 1975 Your Mama Won't Like Me
- 1977 Aggro Phobia
- 1978 If You Knew Suzi
- 1979 Suzi...And Other Four Letter Words
- 1980 Rock Hard
- 1982 Main Attraction
- 1991 Oh Suzi Q
- 1996 What Goes Around
- 1998 Unreleased Emotion
- 2006 Back To The Drive
- 2011 In the Spotlight
- 2017 Quatro, Scott & Powell (amb Andy Scott i Don Powell)
- 2019 No Control